# Mount Giluwe

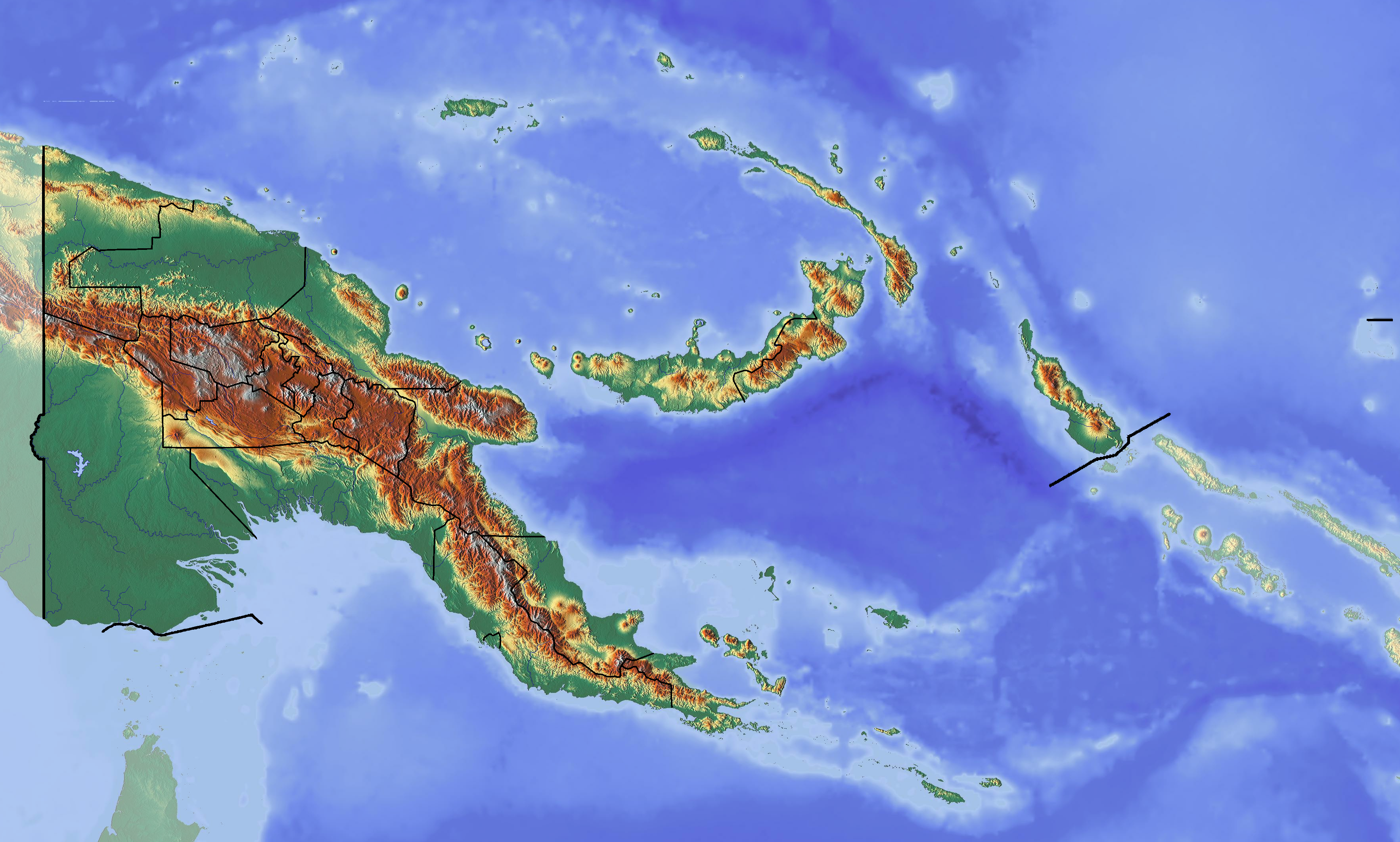
Läge i Papua Nya Guinea.

Mount Giluwe är med sina 4 368 meter det näst högsta berget i Papua Nya Guinea, efter Mount Wilhelm. Mount Giluwe ligger i Southern Highlands och är en gammal sköldvulkan. Giluwe är den högsta vulkanen på Australiska kontinenten och är en av Volcanic Seven Summits.

## Historia
Den Australiensiska upptäcktsresande Mick Leahy och hans bror Dan var de första västerlänningarna som nådde toppen på Mount Giluwe.